# Mabira phylotas
Mabira phylotas är en insektsart som beskrevs av Ronald Gordon Fennah 1957. Mabira phylotas ingår i släktet Mabira och familjen vedstritar.
Artens utbredningsområde är Kamerun. Inga underarter finns listade i Catalogue of Life.